# Cycas rumphii
Cycas rumphii là một loài thực vật hạt trần trong họ Cycadaceae có nguồn gốc tại Indonesia, New Guinea và đảo Giáng sinh. Loài này được Miq. mô tả khoa học đầu tiên năm 1839.

## Mô tả

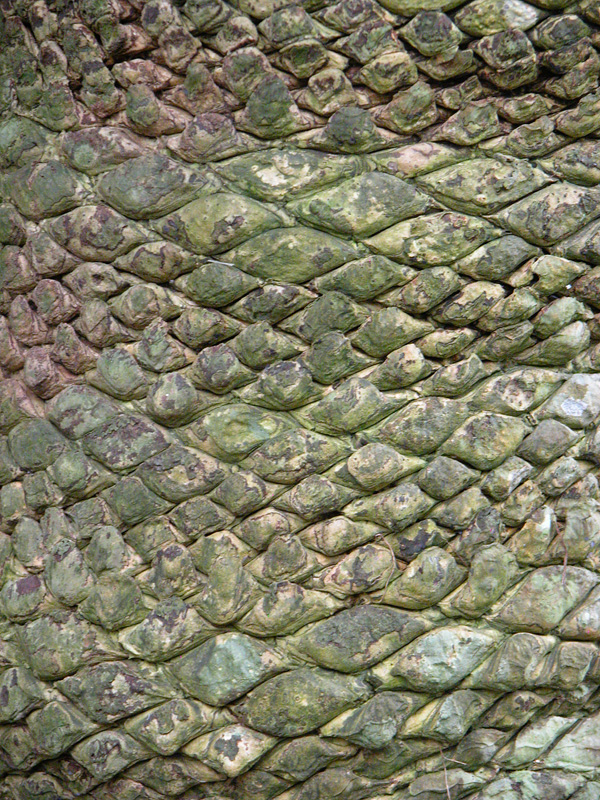
Vỏ cây

Cycas rumphii là một loài cây tương đối lớn, cao tới khoảng 10 m (33 ft), với đường kính thân lên tới 40 cm (16 in). Vỏ cây có màu xám và nứt thành từng đoạn hình chữ nhật hoặc hình thoi. Các lá mọc từ tán – lá màu xanh tươi, bóng, giống như lá cọ, dài 1,5–2,5 m (4,9–8,2 ft), với 150–200 lá chét trên mỗi lá. Cuống lá có gai dài 35–60 cm (14–24 in). Strobilus hoặc hình nón của cây đực có hình elip thuôn dài, dài 30–60 cm (12–24 in), có màu cam và có mùi hôi . Các megasporophylls của cây cái dài khoảng 30 cm, nhiều thịt, màu nâu và có nhiều lông, với vùng màu mỡ rộng khoảng 35 mm (1,4 in). Hạt dài 45 mm và rộng 30 mm, khi chín từ màu xanh lục đến màu cam hoặc nâu đỏ.

## Bảo tồn
Mặc dù loài này có nhiều ở khu vực địa phương nhưng nó được đánh giá là sắp bị đe dọa vì nó đã bị mất môi trường sống trên phạm vi phân bố và xu hướng quần thể đang giảm.

## Hình ảnh

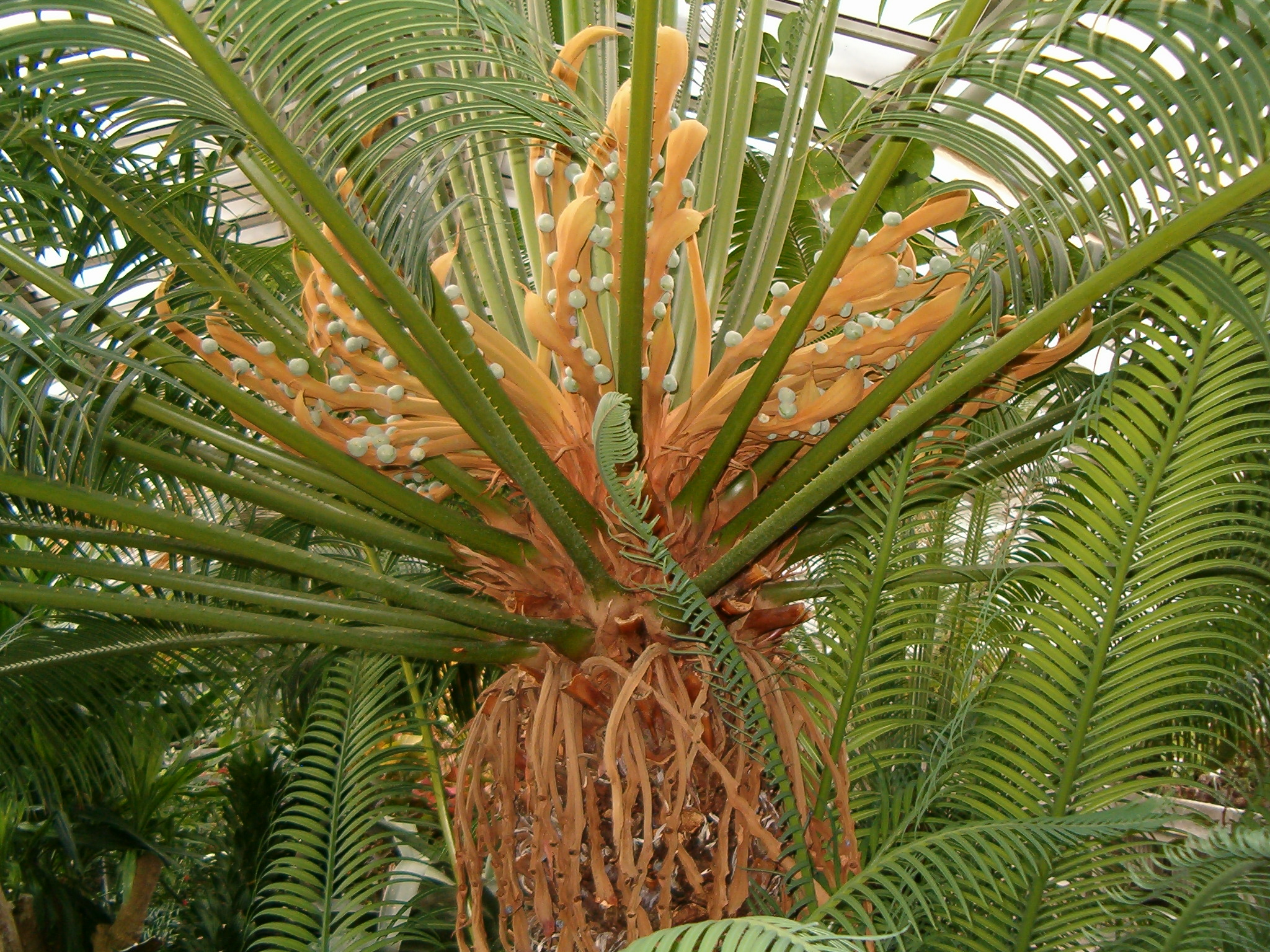
Cây cái với megasporophylls, ở Vườn Bách Thảo Thực Vật Berlin